# Дмитровка (Великолепетихская поселковая община)
Дмитровка (укр. Дмитрівка) — село в Великолепетихской поселковой общине Каховского района Херсонской области Украины. В 2022 году, во время вторжения России на Украину, село было захвачено. На данный момент находится под оккупацией Вооружённых Сил РФ.
Население по переписи 2001 года составляло 132 человека. Почтовый индекс — 74510. Телефонный код — 5543. Код КОАТУУ — 6521283302.